# Steve Lawrence

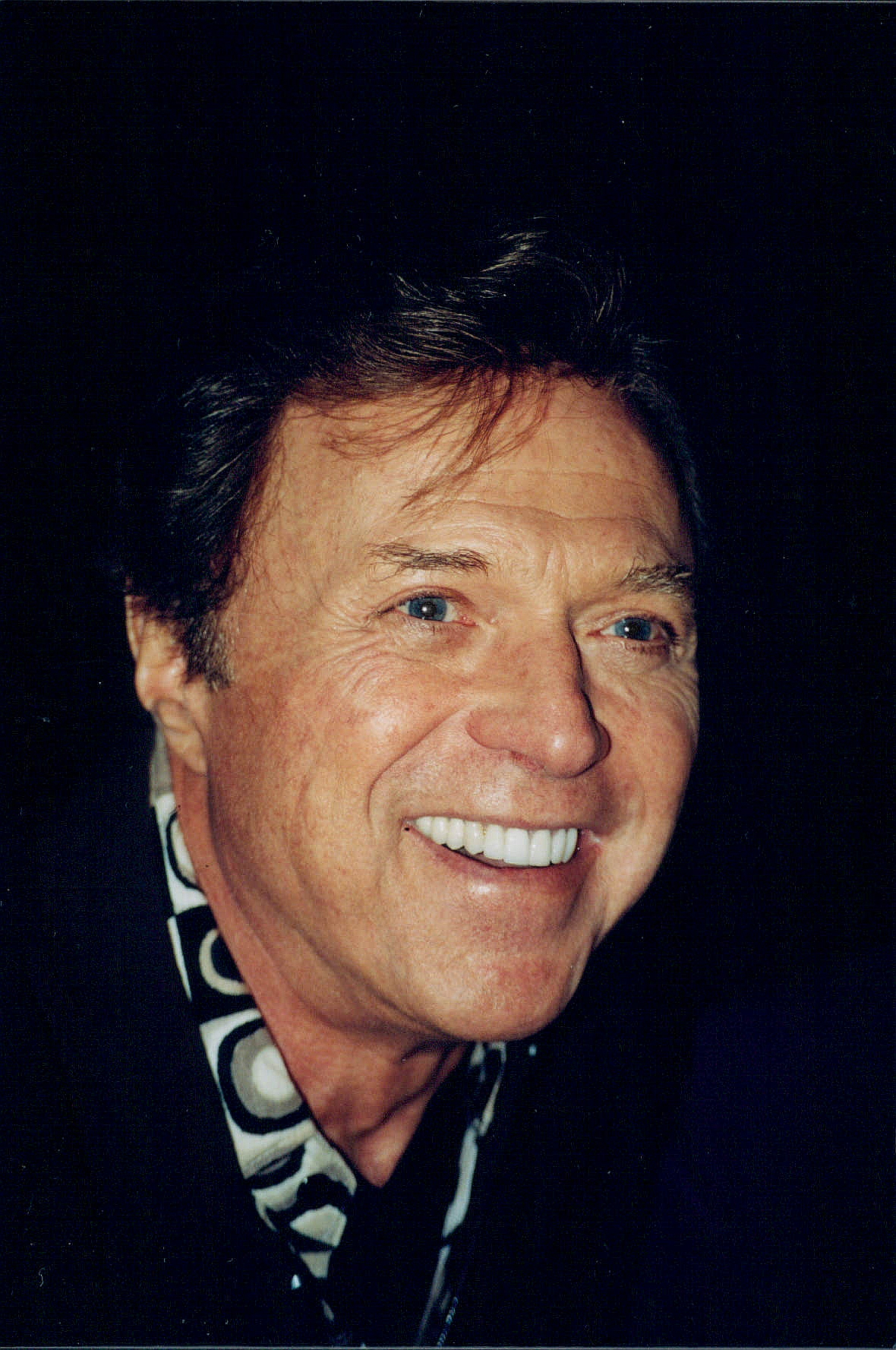
Steve Lawrence (1999)

Steve Lawrence (* 8. Juli 1935 in Brooklyn, New York; † 7. März 2024 in Los Angeles, Kalifornien; eigentlich Sidney Liebowitz) war ein US-amerikanischer Popsänger, Entertainer und Schauspieler. Bekannt wurde er durch einige Hitparadenerfolge in den 1960er Jahren und Shows zusammen mit seiner Ehefrau Eydie Gormé.

## Biografie
Steve Lawrence war der Sohn jüdischer Eltern und sang schon als Kind in der örtlichen Synagoge, wo sein Vater Kantor war. Er verfolgte die Musik zielstrebig weiter, als Jugendlicher lernte er Klavier und Saxophon, er sang in der Schule und bewarb sich bei Plattenfirmen. 1951 gewann er bei einer lokalen Fernseh-Talentshow den ersten Preis und bereits ein Jahr später hatte er einen Plattenvertrag mit King Records. Mit seiner zweiten Single, einer Aufnahme eines Jazz-Klassikers mit dem Titel Poinciana, landete er mit nur 16 Jahren sogar in den US-Bestseller-Charts.
1953 wurde er dann als Sänger für den Vorläufer der Tonight Show von Steve Allen engagiert und wurde dadurch lokal und ab September 1954 landesweit bekannt. Dort traf er auch mit der Sängerin Eydie Gormé zusammen. Die beiden ergaben ein kongeniales Duo, nicht nur als Sänger und Entertainer. 1957 wurden sie auch privat ein Paar.
Neben der Show nahm Lawrence, inzwischen bei Coral Records unter Vertrag, weiter solo und im Duett mit Gormé Lieder auf und 1957 gelang ihm mit seiner Version des Banana Boat Songs die Rückkehr in die Charts. Mit der Nachfolgesingle Party Doll, zuvor ein Nummer-1-Hit für Buddy Knox, hatte er seinen ersten Top-10-Hit und mit dem Album Here’s Steve Lawrence kam er 1958 erstmals auch in die Albumcharts.
Derweil hatten er und Gormé weiterhin Fernsehauftritte und in der Sommerpause von Allens Show 1958 hatten sie zusammen mit dem Moderator für zwei Monate eine eigene Show.
Danach musste Lawrence einen zweijährigen Militärdienst antreten, den er als Sänger der Militärband ableisten durfte und während dem er weiterhin Plattenaufnahmen machen und seine Chartkarriere fortsetzen konnte. Unter anderem hatte er mit der von Barry Mann mitgeschriebenen Nummer Footsteps nicht nur einen weiteren Top-10-Hit in den USA, sondern auch seinen ersten Hit in Großbritannien.
Nach der Armeezeit begann die gemeinsame Bühnenkarriere mit seiner Ehefrau. Außerdem nahm er 1960 die erste gemeinsame LP mit ihr auf. Für den Titelsong We Got Us bekamen sie einen Grammy als Duo für die beste Gesangsdarbietung des Jahres. Es folgten zwei weitere Labelwechsel und zahlreiche weitere erfolgreiche Plattenaufnahmen. Mit der Single Portrait of My Love hatte er dabei 1961 nicht nur einen weiteren Top-10-Hit, sie brachte ihm auch noch eine Grammy-Nominierung ein. Dann unterschrieb das Paar 1962 bei Columbia Records, wo sie mit Songwritern wie Barry Mann & Cynthia Weil und Gerry Goffin & Carole King zusammenarbeiten konnten. Erstere beide schrieben für Gormé deren größten Hit Blame It on the Bossa Nova und Goffin und King schrieben für Steve Lawrence Go Away Little Girl. Dieses Lied wurde auch sein größter Hit, verkaufte sich über eine Million Mal und erreichte 1963 Platz 1 der US-Charts. Gemeinsam hatten sie mit I Want to Stay Here mit Platz 3 ihren größten Hit in Großbritannien. Danach kamen aber die Beatles und die britische Popmusik auf und die Musik von Lawrence wurde in die Easy-Listening-Charts verdrängt, wo er ab 1961 insgesamt 30 Mal platziert war.
Lawrence suchte in dieser Zeit eine neue Herausforderung als Musicalsänger und er spielte von 1964 bis 1965 erfolgreich in über 500 Aufführungen des Broadwaymusicals What Makes Sammy Run?, was ihm einen Kritikerpreis und eine Tony-Nominierung brachte. Zwischenzeitlich versuchte er sich danach im Fernsehen mit der eigenen The Steve Lawrence Show, die aber nicht sehr erfolgreich war und bereits nach wenigen Monaten wieder eingestellt wurde. Es folgten gemeinsame Bühnenshows mit seiner Frau und 1968/69 das gemeinsame Musical Golden Rainbow, das es in nicht ganz einem Jahr auf 385 Aufführungen am Broadway brachte.
Neben Bühnenauftritten und Plattenaufnahmen hatten die beiden in den kommenden Jahren auch immer wieder Fernsehauftritte. Besonders erfolgreich waren ihre Fernsehspecials über berühmte US-amerikanische Liedschreiber. 1978 wurde die Gedenkshow Steve and Eydie Celebrate Irving Berlin gleich mit sieben Emmys ausgezeichnet. Zwei weitere Emmys bekamen sie für die Show über George und Ira Gershwin.
Ab Mitte der 1970er Jahre versuchte sich Steve Lawrence auch als Schauspieler. In Blues Brothers und später in der Fortsetzung Blues Brothers 2000 hatte er eine kleinere Rolle und er spielte in mehreren bekannten Fernsehserien wie Hardcastle & McCormick, Frasier oder bei Die Nanny in zwei späten Folgen als Vater der Hauptfigur mit.
Damals ließen sich er und Gormé auch in Las Vegas nieder, wo sie über viele Jahre gemeinsam auf der Bühne standen, alleine zehn Jahre als Hauptshow im Caesars Palace. Viermal gewannen sie dabei den Las Vegas Entertainment Award für den Musical Variety Act des Jahres. Lawrence und Gormé sind auch auf dem Hollywood Walk of Fame verewigt und für ihr Lebenswerk von der Songwriters Hall of Fame ausgezeichnet worden.
Das Ehepaar Lawrence-Gormé hat einen gemeinsamen Sohn, David Lawrence, der ein erfolgreicher Filmkomponist ist (u. a. American Pie 2 und High School Musical) und auch als Albumproduzent mit seinen Eltern zusammenarbeitete. Ein weiterer Sohn namens Michael starb 1986 im Alter von 23 Jahren.
Steve Lawrence starb am 7. März 2024 im Alter von 88 Jahren an den Folgen einer Alzheimer-Erkrankung.

## Diskografie

### Alben
| Jahr | Titel                                                               | Höchstplatzierung, Gesamtwochen, AuszeichnungChartsChartplatzierungen (Jahr, Titel, Platzierungen, Wochen, Auszeichnungen, Anmerkungen) | Anmerkungen        |
| Jahr | Titel                                                               | US | Anmerkungen        |
| ---- | ------------------------------------------------------------------- | --- | ------------------ |
| 1958 | Here’s Steve Lawrence                                               | US19 (2 Wo.)US |                    |
| 1961 | Portrait of My Love                                                 | US76 (10 Wo.)US |                    |
| 1963 | Winners!                                                            | US27 (29 Wo.)US |                    |
| 1964 | Academy Award Losers                                                | US135 (5 Wo.)US |                    |
| 1964 | What Makes Sammy Run? Steve Lawrence, Sally Ann Howes & Robert Alda | US28 (14 Wo.)US | Musical-Soundtrack |
| 1964 | Everybody Knows                                                     | US73 (9 Wo.)US |                    |
| 1965 | The Steve Lawrence Show                                             | US133 (2 Wo.)US |                    |
| 1967 | Together on Broadway Steve Lawrence & Eydie Gormé                   | US136 (6 Wo.)US |                    |
| 1969 | What It Was, Was Love Steve Lawrence & Eydie Gormé                  | US141 (6 Wo.)US |                    |
| 1969 | Real True Lovin’ Steve Lawrence & Eydie Gormé                       | US188 (3 Wo.)US |                    |

Weitere Alben
- 1953: Steve Lawrence
- 1955: About That Girl
- 1956: Songs by Steve Lawrence
- 1958: All About Love
- 1960: Swing Softly with Me
- 1960: The Steve Lawrence Sound
- 1960: Lawrence Goes Latin

als Steve & Eydie
- 1960: We Got Us (Grammy)
- 1960: Eydie Gormé and Steve Lawrence Sing the Golden Hits
- 1964: That Holiday Feeling

### Singles
| Jahr | Titel Album                                             | Höchstplatzierung, Gesamtwochen, AuszeichnungChartplatzierungen (Jahr, Titel, Album, Platzierungen, Wochen, Auszeichnungen, Anmerkungen) | Höchstplatzierung, Gesamtwochen, AuszeichnungChartplatzierungen (Jahr, Titel, Album, Platzierungen, Wochen, Auszeichnungen, Anmerkungen) | Anmerkungen |
| Jahr | Titel Album                                             | UK | US | Anmerkungen |
| ---- | ------------------------------------------------------- | --- | --- | --- |
| 1952 | Poinciana Steve Lawrence                                | — | US24 (2 Wo.)US | Autoren: Nat Simon, Buddy Bernier |
| 1957 | The Banana Boat Song Songs by Steve Lawrence            | — | US30 (14 Wo.)US | Traditional; war im selben Jahr ein Top-5-Hit für Harry Belafonte                                                                                 |
| 1957 | Party Doll Songs by Steve Lawrence                      | — | US10 (20 Wo.)US | das Original von Buddy Knox erreichte Platz 1; Autoren: Buddy Knox, Jimmy Bowen mit Pum-Pa-Lum auf einer Single                                   |
| 1957 | (The Bad Donkey) Pum-Pa-Lum Songs by Steve Lawrence     | — | US45 (7 Wo.)US | Autor: Al Wood mit Party Doll auf einer Single |
| 1957 | Can’t Wait for Summer Songs by Steve Lawrence           | — | US42 (11 Wo.)US | Autoren: John Gluck, Diane Lampert mit Fabulous auf einer Single                                                                                  |
| 1957 | Fabulous Songs by Steve Lawrence                        | — | US71 (7 Wo.)US | die Version von Charlie Grace erreichte Platz 16; Autoren: Harry Land, Kal Mann mit Can’t Wait for Summer auf einer Single                        |
| 1957 | Fräulein Here’s Steve Lawrence                          | — | US54 (8 Wo.)US | ein Country-Nummer-1-Hit für Bobby Helms; Autor: Lawton Williams                                                                                  |
| 1958 | Uh-Huh, Oh Yeah –                                       | — | US73 (2 Wo.)US | Song aus dem Broadway-Musical The Body Beautiful; Autoren: Jerry Bock, Sheldon Harnick                                                            |
| 1958 | Many a Time –                                           | — | US97 (2 Wo.)US | Autoren: Frank Mader, Paul Koy |
| 1959 | (I Don’t Care) Only Love Me The Best of Steve Lawrence  | — | US62 (4 Wo.)US | Autoren: Manny Curtis, Dante Panzuti, Pinchi |
| 1959 | Pretty Blue Eyes The Best of Steve Lawrence             | — | US9 (18 Wo.)US | Autoren: Teddy Randazzo, Bob Weinstein |
| 1960 | Footsteps The Best of Steve Lawrence                    | UK4 (13 Wo.)UK | US7 (13 Wo.)US | Autoren: Barry Mann, Hank Hunter |
| 1960 | Girls, Girls, Girls –                                   | UK49 (1 Wo.)UK | — | Autoren: Barry Mann, Howard Greenfield |
| 1961 | Portrait of My Love                                     | — | US9 (16 Wo.)US | 1960 ein UK-Hit für Matt Monro; Autoren: Norman Newell, Cyril Ornadel                                                                             |
| 1961 | My Claire de Lune The Very Best of Steve Lawrence       | — | US68 (5 Wo.)US | Autoren: Jerry Leiber, Mike Stoller; basiert auf Clair de lune, dem 3. Satz der Suite bergamasque von Claude Debussy mit In Time auf einer Single |
| 1961 | In Time –                                               | — | US94 (1 Wo.)US | Autor: Buck Ram; basiert auf Tschaikowskis sechster Sinfonie („Pathétique“) mit My Claire de Lune auf einer Single                                |
| 1961 | Somewhere Along the Way The Very Best of Steve Lawrence | — | US67 (5 Wo.)US | Original: Nat King Cole (1952); Autoren: Kurt Adams, Sammy Gallop                                                                                 |
| 1962 | Go Away Little Girl Winners!                            | — | US1 (17 Wo.)US | Autoren: Carole King, Gerry Goffin 1971 brachte Donny Osmond das Lied ein zweites Mal auf Platz 1                                                 |
| 1963 | Don’t Be Afraid, Little Darlin’ –                       | — | US26 (9 Wo.)US | Autoren: Barry Mann, Cynthia Weil |
| 1963 | Poor Little Rich Girl –                                 | — | US27 (8 Wo.)US | Autoren: Carole King, Gerry Goffin |
| 1963 | I Want to Stay Here –                                   | UK3 (13 Wo.)UK | US28 (11 Wo.)US | mit Eydie Gorme Autoren: Carole King, Gerry Goffin                                                                                                |
| 1963 | Walking Proud –                                         | — | US26 (9 Wo.)US | Autoren: Carole King, Gerry Goffin |
| 1963 | I Can’t Stop Talking About You –                        | — | US35 (9 Wo.)US | mit Eydie Gorme Autoren: Carole King, Gerry Goffin                                                                                                |
| 1964 | Everybody Knows                                         | — | US72 (5 Wo.)US | Autoren: Jimmy Duncan, Les Reed |
| 1964 | Yet … I Know (Et pourtant) Everybody Knows              | — | US77 (6 Wo.)US | Original: Charles Aznavour (1963) als Et pourtant Autoren: Charles Aznavour, Don Raye, Diran Garvarentz                                           |
| 1972 | We Can Make It Together –                               | — | US68 (10 Wo.)US | mit Eydie Gorme und den Osmonds Autoren: Alan Osmond, Merrill Osmond, Wayne Osmond                                                                |

Weitere Singles
- 1962: Our Concerto
- 1962: The Lady Wants to Twist
- 1963: More (Theme from the Film ‘Mondo Cane’)
- 1964: My Home Town
- 1964: A Room Without Windows
- 1965: Bewitched
- 1965: I Will Wait for You
- 1965: Last Night I Made a Little Girl Cry
- 1965: Millions of Roses
- 1966: The Ballad of the Sad Young Men
- 1966: The Week-End
- 1967: Sweet Maria
- 1968: I’ve Gotta Be Me
- 1968: Runaround
- 1969: The Drifter
- 1970: Groovin’
- 1970: Mama, a Rainbow
- 1972: Ain’t No Sunshine / You Are My Sunshine
- 1973: The End (At the End of a Rainbow)
- 1975: Now That We’re in Love[6][9][10]

als Steve & Eydie
- 1954: Make Yourself Comfortable / I’ve Gotta Crow
- 1960: The Facts of Life (Oscar-Nominierung)
- 1967: The Honeymoon Is Over
- 1968: The Two of Us
- 1969: Real True Lovin’
- 1970: (You’re My) Soul and Inspiriation
- 1972: Love Is Blue / Autumn Leaves
- 1973: Feelin’
- 1979: Hallelujah (als Parker & Penny)

## Filmografie (Auswahl)
- 1959/1961: The Ed Sullivan Show (Fernsehshow, 2 Folgen)
- 1971: Night Gallery (Fernsehserie, 1 Folge)
- 1972: Jede Stimme zählt (Stand Up and Be Counted)
- 1974: The Dean Martin Show (Fernsehserie, 1 Folge)
- 1975: Sanford and Son (Fernsehserie, 1 Folge)
- 1980: Blues Brothers (The Blues Brothers)
- 1984: Ein Single kommt selten allein (The Lonely Guy)
- 1984/1986: Hardcastle & McCormick (Hardcastle and McCormick, Fernsehserie, 2 Folgen)
- 1985: Alice im Wunderland (Alice in Wonderland, Miniserie)
- 1987: Mord ist ihr Hobby (Murder, She Wrote, Fernsehserie, 1 Folge)
- 1994: Harrys Nest (Empty Nest, Fernsehserie, 1 Folge)
- 1994: Frasier (Fernsehserie, 1 Folge)
- 1995–1999: Die Nanny (The Nanny, Fernsehserie, 3 Folgen)
- 1998: Blues Brothers 2000
- 1999: The Contract
- 2000: The Yards – Im Hinterhof der Macht (The Yards)
- 2000: Diagnose: Mord (Diagnosis: Murder, Fernsehserie, 1 Folge)
- 2005: CSI: Vegas (CSI: Crime Scene Investigation, Fernsehserie, 1 Folge)
- 2008: The Cleaner (Fernsehserie, 1 Folge)
- 2011: Hot in Cleveland (Fernsehserie, 1 Folge)
- 2011: The Christmas Pageant (Fernsehfilm)
- 2012: Awake (Fernsehserie, 1 Folge)
- 2014: Two and a Half Men (Fernsehserie, 1 Folge)